# 채천추
채천추(蔡千秋, ? ~ ?)는 전한 후기의 유학자로, 자는 소군(少君)이며 패군 사람이다.

## 생애
영광의 밑에서 《시경》·《춘추》를 익혔다. 또 호성공을 사사하였는데, 제자들 중 가장 깊이 공부하였다.
선제는 조부 여태자가 생전에 《곡량춘추》를 즐겨 읽었다는 이야기를 듣고, 위현·하후승·사고를 불러 의견을 물었다. 한편 《공양춘추》는 제나라 지역에서, 곡량춘추는 노나라 지역에서 발흥하였는데, 노국 출신인 위현 등은 입을 모아 곡량춘추를 일으켜야 한다고 아뢰었다. 이때 낭(郞)을 지내고 있었던 채천추는 선제에게 불려가 곡량춘추와 공양춘추에 대하여 강론하였고, 곡량춘추가 채택된 후 간대부(諫大夫)·급사중이 되었으나, 죄를 지어 평릉령(平陵令)으로 좌천되었다.
선제는 다시 곡량춘추에 능통한 자를 찾았으나, 역시 채천추만한 이가 없었다. 결국 채천추는 다시 부름을 받아 낭중호장(郞中戶將)이 되어 조정에서 선발한 낭 열 명을 가르쳤으나, 병들어 죽고 말았다.
제자로 윤갱시가 있었다.

## 출전
- 반고, 《한서》 권88 유림전